# C/Z Records
C/Z Records — американская звукозаписывающая компания основанная в начале 1985 года Крисом Ханцсеком и Тиной Кесейл. Первым релизом лейбла был сборник Deep Six, который включал ранние записи альтернативных рок-групп, впоследствии сформировавших звучание жанра «гранж». C/Z Records был приобретён продюсером Дэниелом Хаусом после того, как Ханцсек и Кесейл решили продать лейбл из-за низких продаж Deep Six.

## История
Лейбл был основан в начале 1985 года Крисом Ханцсеком и Тиной Кесейл. Первым релизом лейбла (март 1986 года) был сборник Deep Six (CZ001), который включал записи ранних гранж-групп: Soundgarden, Melvins, Green River, Skin Yard, Malfunkshun и The U-Men и крайне сильно повлиял на формирование этого музыкального жанра. Несмотря на будущий культовый статус, первоначально сборник имел крайне низкие продажи и примерно через 18 месяцев Крис и Тина решили, что управление лейблом — это не то, чем им бы хотелось заниматься.
Дэниел Хаус из группы Skin Yard взял на себя управление C/Z Records после ухода его основателей (на тот момент он осуществлял запись дебютного альбома своей группы). В течение нескольких лет лейбл был не более чем его хобби, однако, быстро стал пристанищем для многих малоизвестных местных коллективов, которые, по мнению Хауса, делали отличную музыку. В 1989 году Хаус начал работать директором по продажам на новом сиэтлском инди-лейбле под названием Sub Pop. В 1991 году он ушёл из Sub Pop, поскольку лейбл стал успешен сам по себе. В свою очередь, впоследствии на C/Z Records были изданы ранние альбомы и синглы ряда известных сиэтлских групп, таких как The Presidents of the United States of America, Melvins, Built to Spill, 7 Year Bitch, The Gits, Silkworm и Hammerbox.
В 1993 году C/Z Records заключили дистрибьюторскую сделку с подразделением Sony Music — фирмой RED Distribution. Однако сделка оказалась неудачной, и компании расторгли соглашение менее чем через год. Хаус был вынужден сократить персонал и реорганизовать C/Z Records, следующий релиз лейбла был выпущен только через год.
В 1996 году дочернее подразделение BMG Entertainment Zoo Entertainment заключили партнёрское соглашение с C/Z Records. Zoo предоставили лейблу небольшой бюджет для записи новых исполнителей. В 1997 году Zoo Entertainment был куплен компанией Volcano Entertainment и все сторонние предприятия были закрыты.
После этого рабочий день на лейбле был сокращён, новые релизы стали выпускаться на крайне редкой основе.

## Релизы
В 2002 году C/Z Records выпустил коллекцию неизданного и редкого материала группы Skin Yard под названием Start at the Top.
На лейбле было выпущено несколько сборников Teriyaki Asthma, один из которых содержал композицию «Mexican Seafood» группы Nirvana. Кроме того, Nirvana выпустила кавер-версию песни «Do You Love Me?» группы KISS на трибьют-альбоме Hard to Believe: A Kiss Covers Compilation, издателем которого также выступил C/Z Records.

## Список исполнителей лейбла
- 7 Year Bitch
- Alcohol Funnycar[англ.]
- Big Poo Generator
- Built to Spill
- Coffin Break[англ.]
- Daddy Hate Box
- Engine Kid
- The Gits
- Hammerbox
- Hullabaloo[англ.]
- Love Battery
- Melvins
- Monks of Doom[англ.]
- Moonshake[англ.]
- Porn Orchard
- The Presidents of the United States of America
- Semibeings
- Silkworm[англ.]
- Skin Yard
- Tone Dogs[англ.]
- Treepeople[англ.]
- Voodoo Gearshift
- Gnome
- Dirt Fishermen